# Златарица (река)
Вижте пояснителната страница за други значения на Златарица.
Златарица е река в Южна България, област Благоевград, общини Белица и Разлог, ляв приток на река Места. Дължината ѝ е 21 км.
Река Златарица извира на 1570 м н.в. в северната част на Велийшко-Виденишки дял на Западните Родопи, 1,6 км югоизточно от Узунмахала на село Златарица. Протича в дълбока и залесена долина. До устието на най-големия си приток река Палатик тече на запад, а след това завива на югозапад, като долината ѝ се разширява и се появяват речни тераси, заети от малки обработваеми земи. Влива се отляво в река Места на 713 м н.в., на 2,7 км южно от село Елешница.
Площта на водосборния басейн на реката е 111 км2, което представлява 3,22% от водосборния басейн на река Места.
Основен приток е рака Палатик, вливаща се отдясно.
Среден годишен отток при село Елешница 0,69 m3/s с максимум през март и минимум – септември.
По течението на Златарица има само едно населено място – село Елешница в Община Разлог.
В района на селото и нагоре по течението на реката водите ѝ масово се използват за напояване на малките нивички, разположени по речните ѝ тераси.

## Топографска карта
- Лист от карта K-34-84. Мащаб: 1 : 100 000.